# Thung lũng Altmühl
Thung lũng Altmühl (tiếng Đức: Altmühltal) bắt đầu từ nguồn sông Altmühl ở Frankenhöhe phía tây bắc Leutershausen và kết thúc ở Kelheim an der Donau gần Regensburg. Ba phần tư phía trên của thung lũng nằm trong Vùng hành chính Đức của Bayern ở Trung Franken.Một khúc sông Altmühl chảy qua huyện Eichstätt trong vùng hành chính Đức Thượng Bayern. Một phần nhỏ thuộc vùng hành chính Đức Thượng Pfalz, nơi hợp lưu với sông Donau nằm ở Hạ Bayern. Đối với một số tác giả, nó được coi là cái nôi của du lịch địa chất ở châu Âu. Altmühltal đặc biệt nổi tiếng do các hóa thạch có thể được tìm thấy trong đá vôi (thí dụ Archaeopteryx).

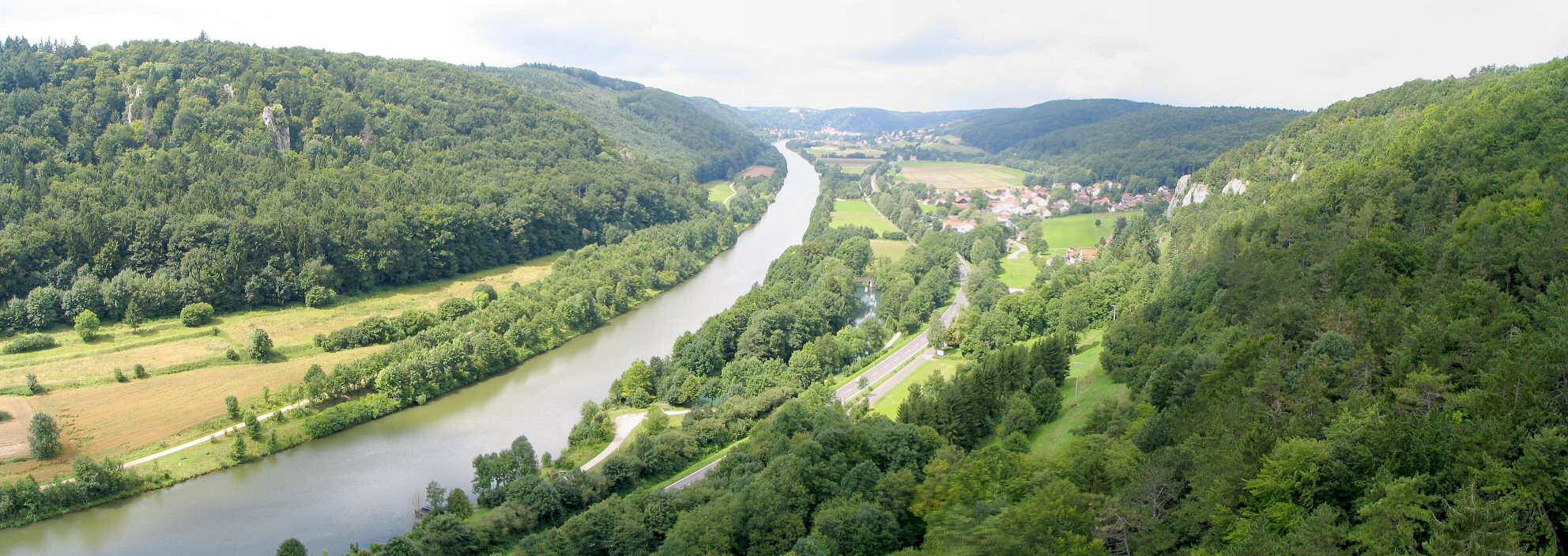
Altmühltal với Kênh Main-Donau từ Burg Prunn

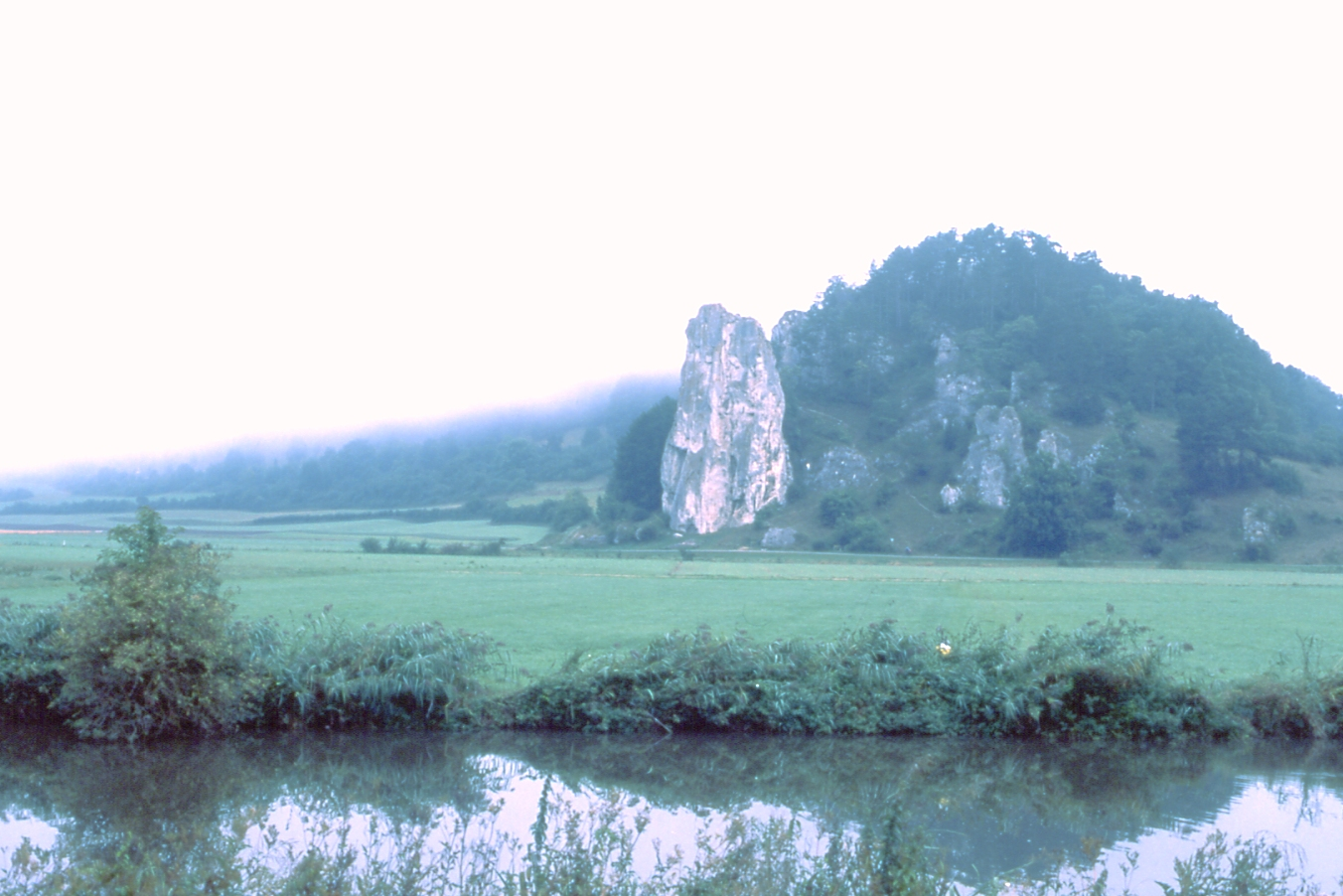
Burgstein gần Dollnstein trong sương mù buổi sáng

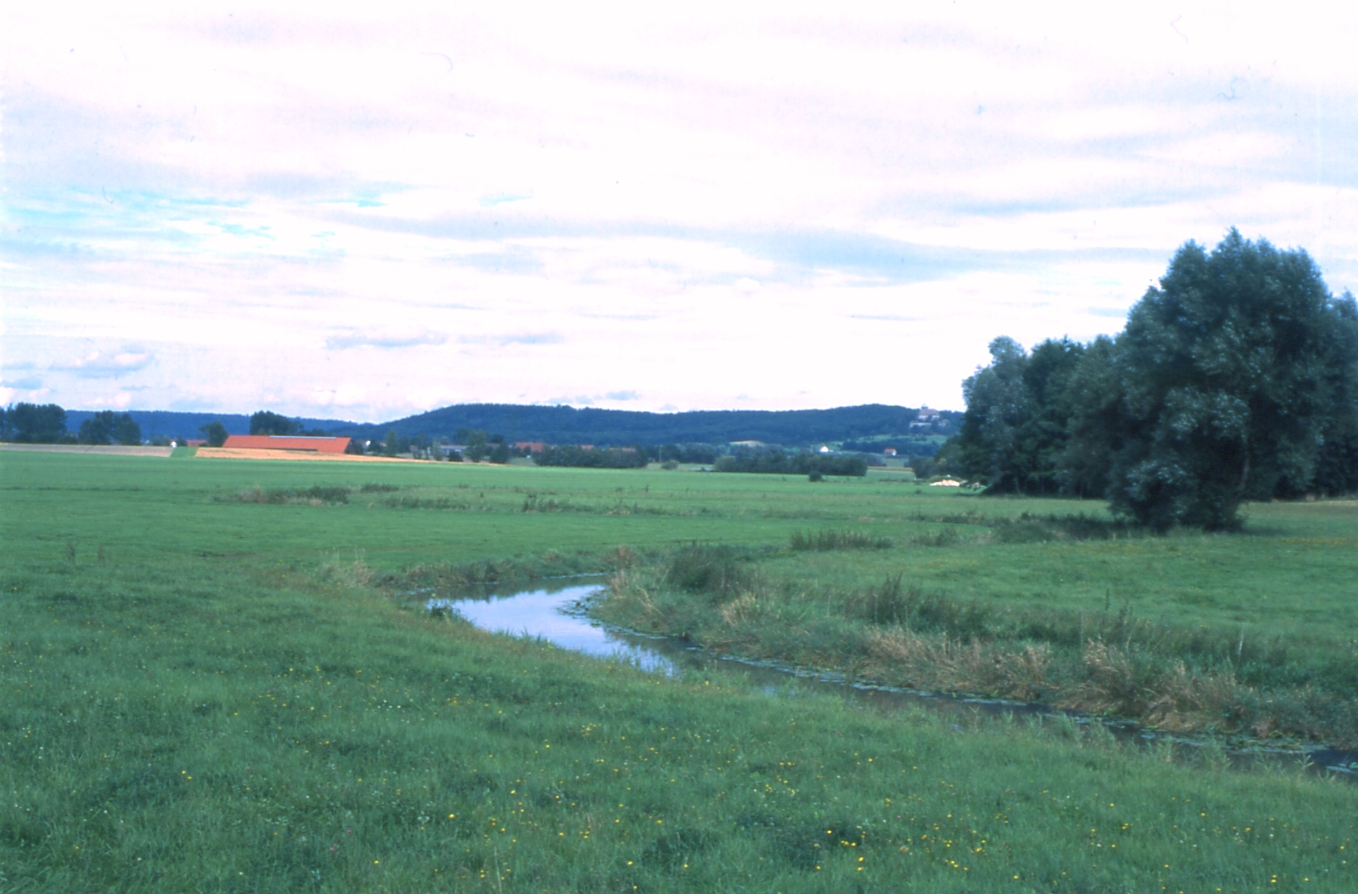
Thượng Altmühl với Frankenhöhe và Lâu đài Colmberg

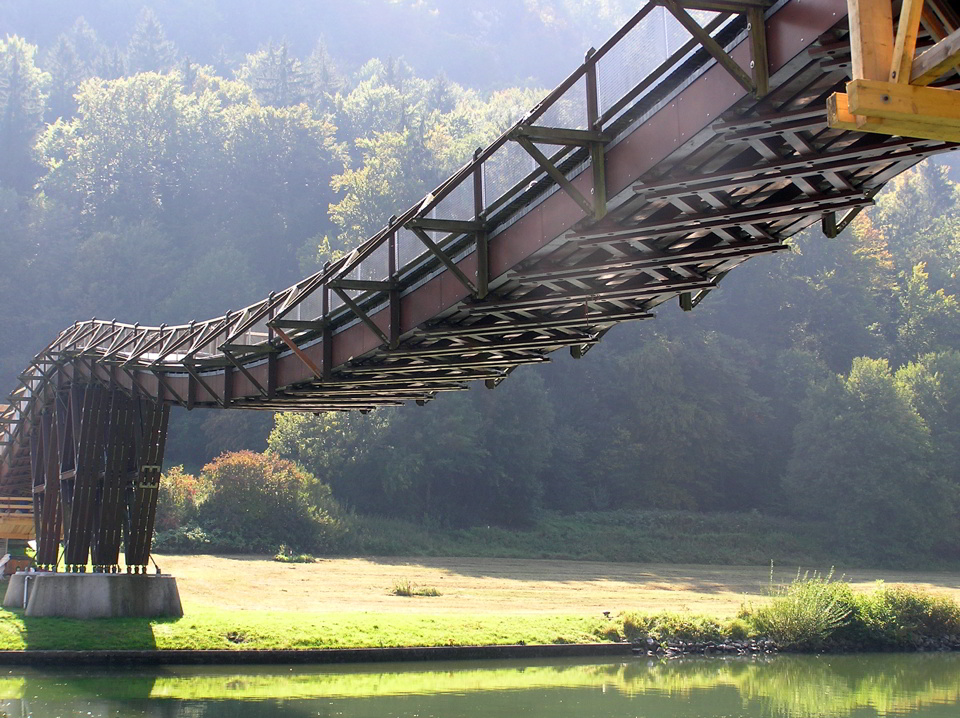
Cầu gỗ gần Essing

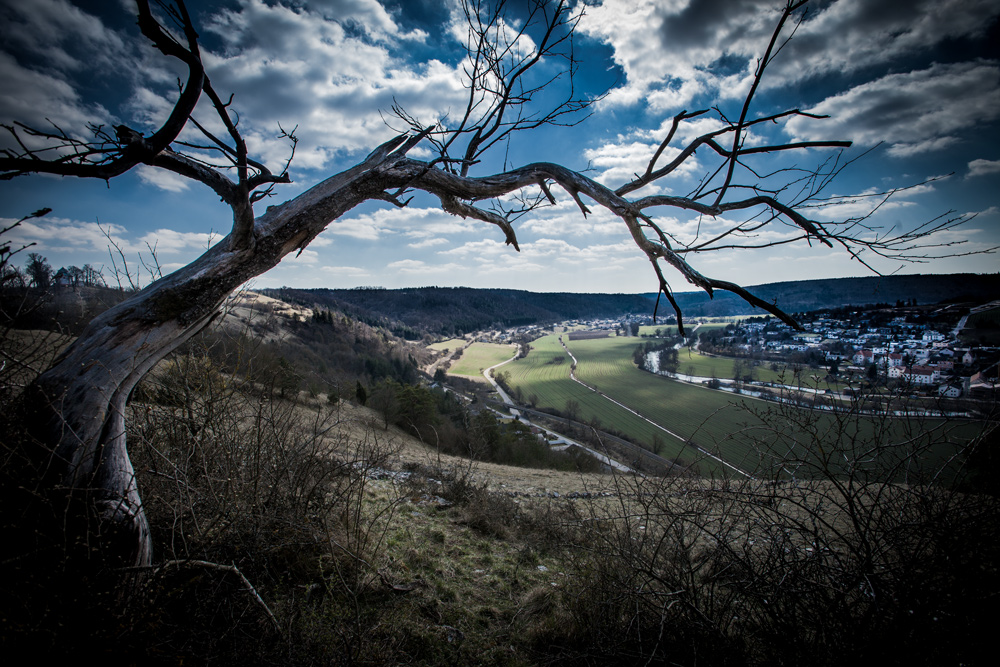
Nhìn đến Wasserzell bên sông Altmühl gần Eichstätt

## Cảnh quan
Phía trên Treuchtlingen, thung lũng là một vùng trũng rộng kéo dài từ tây bắc đến đông nam giữa những dãy núi không cao lắm có cây cối rậm rạp. Đôi khi, lúc sông Altmühl bị lũ lụt, các khu vực canh tác lớn bị ngập nước, có lúc cả những phần của tuyến đường xe đạp  Altmühltal. Các tên địa danh như Herrieden và Großenried cho thấy đây là những vùng đất ẩm thấp. Tại đây, giữa Ornbau và Gunzenhausen, hồ  Altmühlsee được tạo ra như một hồ chứa nước cho Kênh Main-Donau, cũng được sử dụng như một khu vực thư giản và là một khu vực bảo vệ chim chóc quan trọng. Nước lấy ở đây được dẫn qua một đường hầm tới Schwaben Rezat. Thung lũng thiên nhiên của con sông đó phân nhánh từ Altmühltal gần Treuchtlingen. Cho nên, ở đó có một đường phân thủy thung lũng. Đại đế Karl đã cố gắng xây dựng một kênh đường thủy, Fossa Carolina, ở đó. Giữa Ornbau (huyện Ansbach) và Treuchtlingen (huyện Weißenburg-Gunzenhausen), con sông đổ xuống với  độ cao chỉ vài mét; như vậy nó là một trong những con sông chảy chậm chạp nhất ở châu Âu.
Xa lộ liên bang 9 băng qua thung lũng gần Kinding. Đường xe lửa cao tốc từ Nürnberg đến Ingolstadt, chạy song song với đường này, phần lớn chạy trong các đường hầm. Từ Dietfurt an der Altmühl đến hợp lưu của Altmühl vào sông Donau, đặc điểm của thung lũng đã bị thay đổi rất nhiều do việc xây dựng Kênh Main-Donau gây tranh cãi. Các phần lớn của Altmühltal là các khu bảo tồn thiên nhiên trong Công viên Thiên nhiên Altmühltal.

## Du lịch

### Khu vực hồ ở Franken
Khu vực hồ ở Franken, bao gồm cả hồ Altmühlsee, là một khu vực có các hồ nhân tạo có tầm quan trọng lớn đối với du lịch trong khu vực.

### Thể thao dưới nước
Vì nước sạch sẽ và tốc độ dòng chảy thấp, có những bãi tắm ở bờ sông ở sông Altmühl, ví dụ như ở Ornbau. Việc sử dụng sông Altmühl như một khu vực chèo thuyền thỉnh thoảng bị ảnh hưởng do nước cạn, vì nguồn nước cung cấp cho Kênh đào Main-Donau được ưu tiên.

### Tuyến xe đạp Altmühltal
Tuyến đường xe đạp  Altmühltalradweg hiện nay dài 250 km chạy qua toàn bộ thung lũng. Tuyến đường đã được khai trương vào năm 1984, chạy từ Rothenburg ob der Tauber cho tới Kelheim ở bên sông Donau. Tuyến đường xe đạp đường dài là một trong những tuyến đường xe đạp  được ưa chuộng nhất ở Đức.